# Ashlie Blake
Ashlie Blake (ur. 7 czerwca 1996) – amerykańska lekkoatletka specjalizująca się w pchnięciu kulą oraz rzucie dyskiem.
W 2013 zdobyła brązowy medal w pchnięciu kulą oraz nie awansowała do finału rzutu dyskiem podczas mistrzostw świata juniorów młodszych w Doniecku.
Rekordy życiowe: pchnięcie kulą – 15,87 (2 sierpnia 2012, Humble); rzut dyskiem – 47,13 (25 czerwca 2013, Edwardsville).

## Osiągnięcia
| Rok  | Impreza                               | Miejsce | Konkurencja           | Lokata            | Wynik |
| ---- | ------------------------------------- | ------- | --------------------- | ----------------- | ----- |
| 2013 | Mistrzostwa świata juniorów młodszych | Donieck | pchnięcie kulą (3 kg) | 3. miejsce        | 17,57 |
| 2013 | Mistrzostwa świata juniorów młodszych | Donieck | rzut dyskiem          | el. – 17. miejsce | 42,02 |